# Evangeliar von Lindisfarne

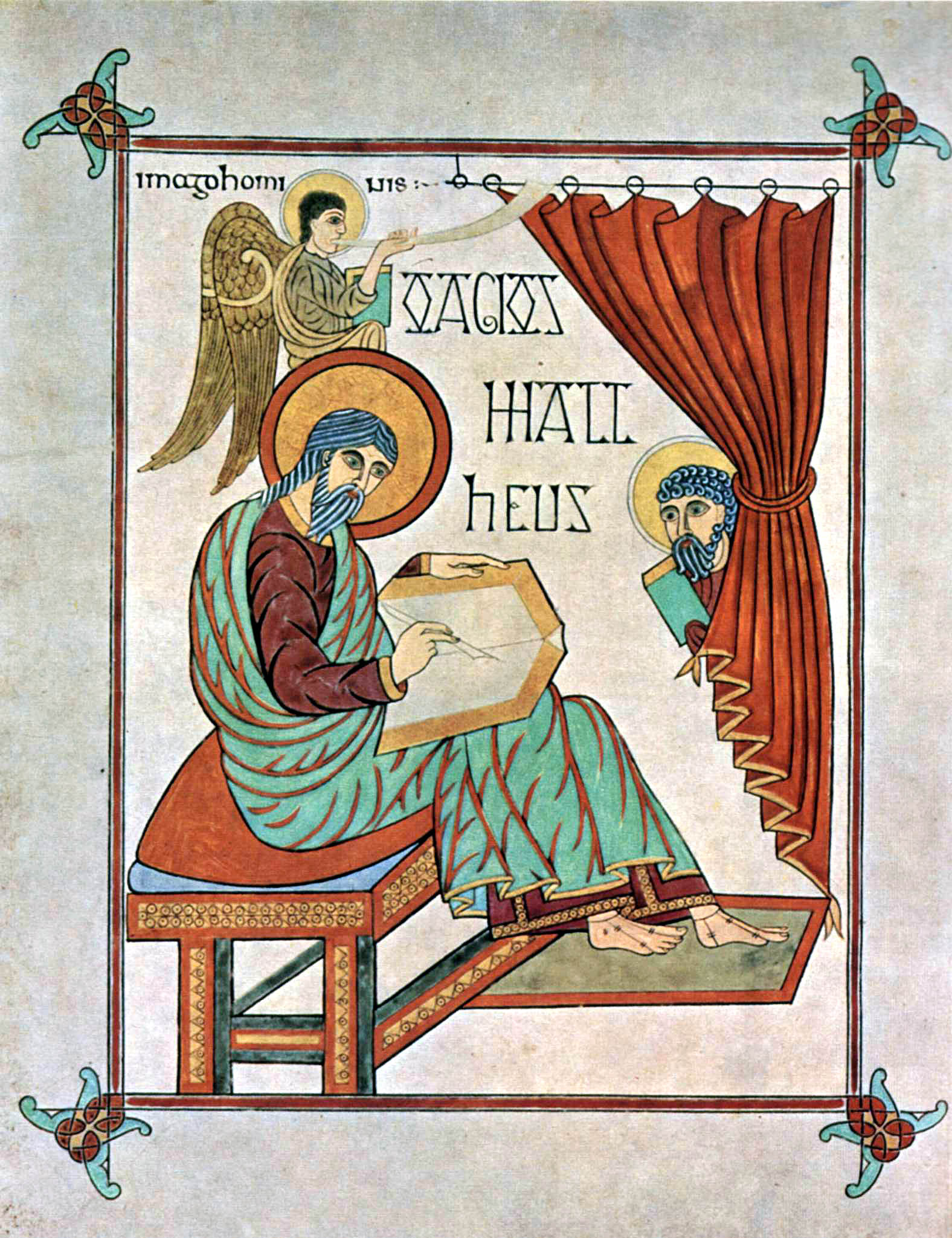
Evangelist Matthäus, f. 25v

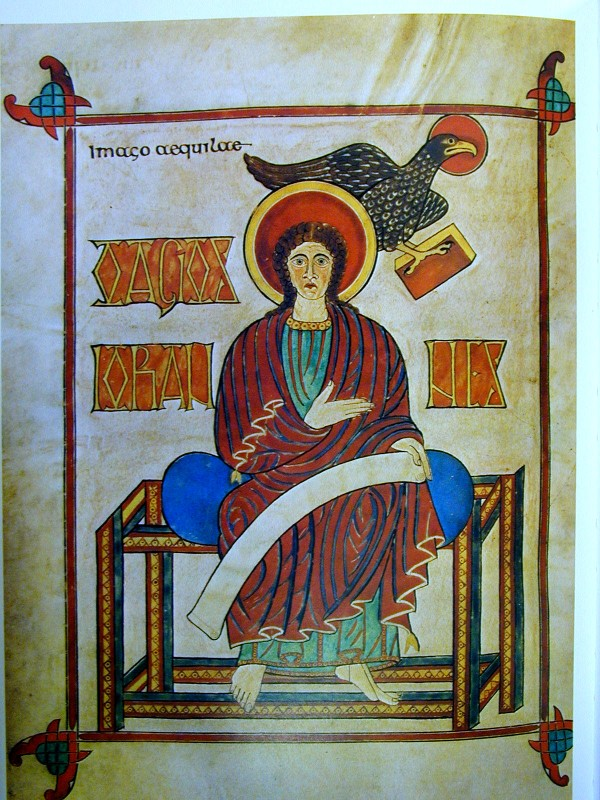
Evangelist Johannes, f. 209v

Das Evangeliar von Lindisfarne (englisch Lindisfarne Gospels) ist eine illustrierte Handschrift aus dem späten 7. oder frühen 8. Jahrhundert. Sie wurde im Kloster Lindisfarne vor 721 „zur Ehre Gottes und des heiligen Cuthbert“ geschaffen. Schreiber und Illustrator war Eadfrith, Bischof von Lindisfarne von 698 bis 721. Das Werk ist unvollendet, weshalb vermutet wird, dass es durch seine Bischofsweihe 698 oder seinen Tod 721 abgebrochen wurde.

## Beschreibung

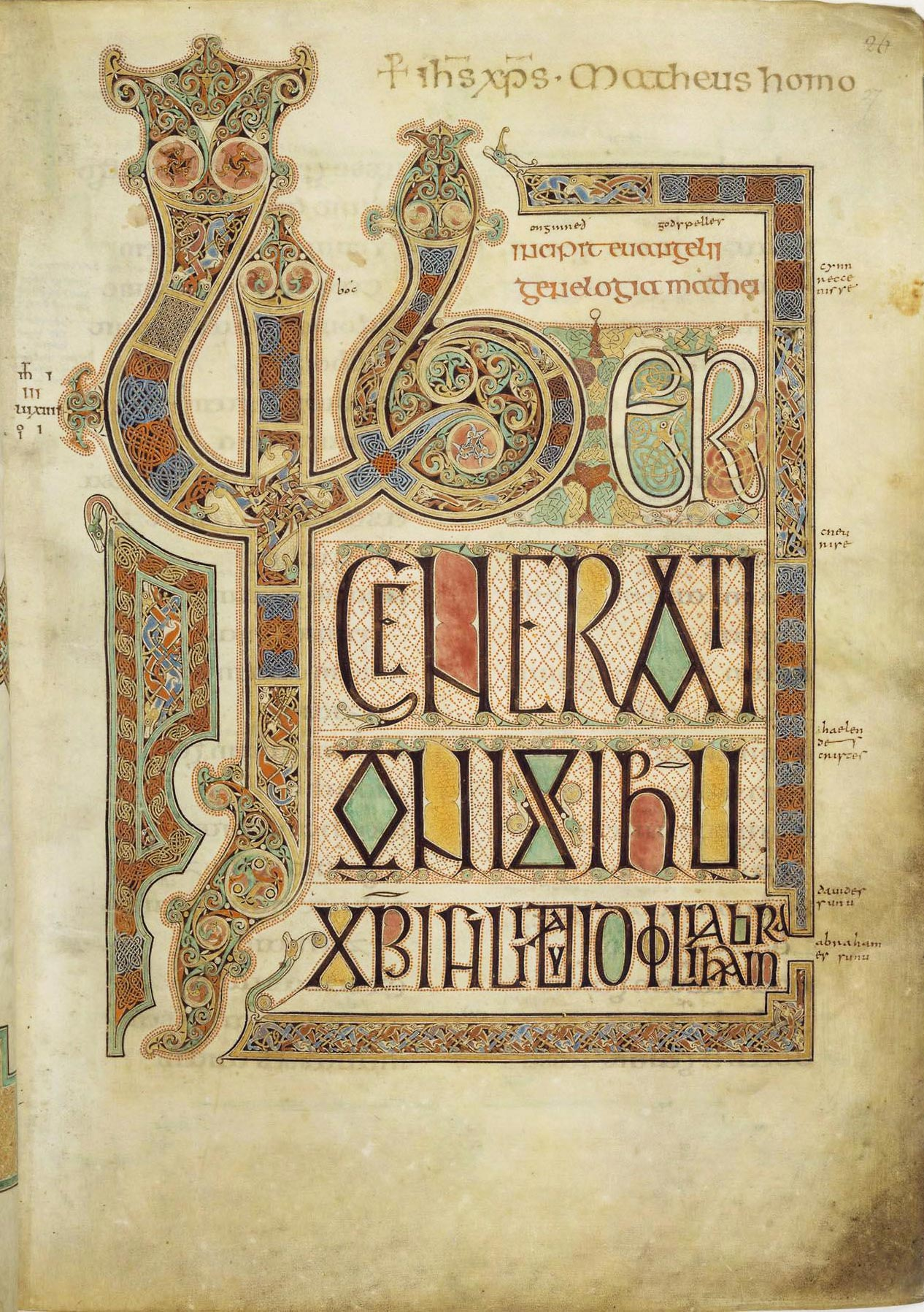
Folium 27r: Incipit des Matthäus-Evangeliums

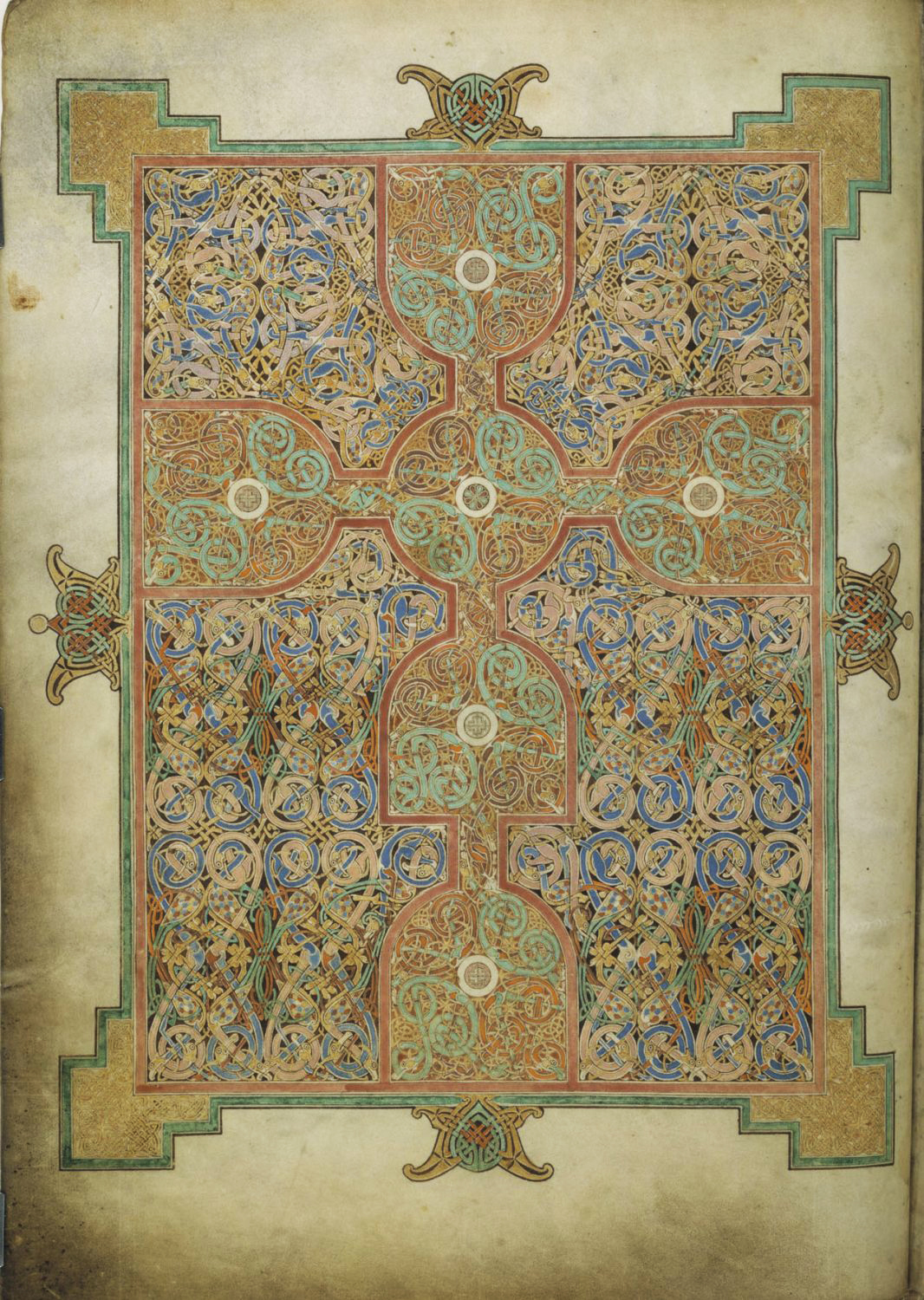
Sog. Teppichseite vor dem Matthäus-Evangelium, f. 26v

Die Handschrift enthält auf 259 Folia auf Kalbspergament im Format von 34 cm × 24,5 cm den vollständigen Text der vier Evangelien des Neuen Testaments in lateinischer Sprache. Darüber hinaus enthält die Handschrift ‒ wie häufig in Evangelienhandschriften dieser Zeit ‒ Novum Opus (f. 3r‒5v) und Plures Fuisse (f. 5v‒8r), des Hieronymus, die Praefatio (Vorwort) aus einem Brief des Eusebius an Carpianus (f. 8r‒9r), sowie Kanontafeln (f. 10r‒17v), Argumentum (f. 90r‒90v), Esaie testimonium (f. 91r‒93r) zum Markus-Evangelium, Argumentum und Praefationes zum Lukas-Evangelium (f. 131r‒137r), Argumentum, Capitula und Festiis … martyribus (f. 203v‒208v) zum Johannes-Evangelium. 
Es sind ganzseitige farbige Miniaturen der Evangelisten und Verzierungen im Text erhalten. Die Gestaltung besticht durch die Komplexität und exakte Ausführung der Flechtbandornamentik, durch seine im Vergleich zu mediterranen Vorbildern drastische Farbigkeit und durch die Gestaltung der Darstellungen von Tieren und Menschen, die trotz ausgeprägter Linearität einer realistischen Auffassung verpflichtet sind und sich dadurch von dem hochabstrakten Stil irischer Buchmalerei deutlich unterscheiden.
Im 10. Jahrhundert wurde zwischen die Zeilen des lateinischen Textes als Interlinearglossen die älteste erhaltene altenglische Übersetzung der Evangelien eingefügt. Eine Inschrift aus dem 10. Jahrhundert nennt neben Eadfrith noch seinen Nachfolger im Amt Æthelwald als Buchbinder und den Einsiedler Billfrith als Goldschmied für den Einband.

## Geschichte
Bereits 793 wurde das Kloster Lindisfarne von Wikingern überfallen. Um 875 verließen die Mönche wegen der Bedrohung mit der Handschrift und anderen Reliquien das Kloster Lindisfarne und gingen zuerst nach Chester-le-Street und dann nach Durham. Um 1539 kam das Evangeliar nach der Aufhebung des Klosters in Privatbesitz und schließlich in die Hände des Sammlers Robert Bruce Cotton. 1753 schenkten dessen Nachkommen seine Bibliothek der englischen Nation. Seitdem befindet sich das Manuskript in der British Library in London, mit der Signatur Cotton MS Nero D IV. 1852 erhielt das Evangeliar einen neuen Einband im historisierenden Geschmack der Zeit. Im Jahr 2013 wurde die Handschrift in der Palace Green Library in Durham gezeigt.
2003 brachte der Faksimile Verlag Luzern eine Faksimileausgabe des Manuskripts heraus.